# Malga
Malga est un woreda de la région Sidama, en Éthiopie. Avant sa régionalisation en 2020, la zone Sidama faisait partie de la région des nations, nationalités et peuples du Sud. Situé dans la vallée du Grand Rift, Malga est bordé au sud par Gorche, au sud-ouest par Shebedino, à l'ouest par Awasa Zuria, au nord par Wondo Genet et à l'est par la région Oromia. Malga s'est détaché de l'ancien woreda Awasa avant le recensement national de 2007.

## Données démographiques
D'après le recensement de 2007 mené par l'agence centrale de statistique, ce woreda a une population totale de 109 793 habitants dont 4 017 citadins, soit 4 % de sa population. Environ 78 % des habitants sont protestants, 11 % sont musulmans, 4 % sont catholiques, 3 % sont de religions traditionnelles africaines et 3 % sont  orthodoxes.
En 2022, la population du woreda est estimée à 148 377 personnes avec une densité de population de 718 personnes par km2 et 207 km2 de superficie,.

## Agglomérations
Avec 4 017 habitants en 2007, Manicho est la seule agglomération recensée dans le woreda. Elle se trouve une vingtaine de kilomètres au sud-est d'Hawassa.